# Raúl Madero
Raúl Miguel Hidalgo Madero González (Parras de la Fuente, Coahuila, 16 de septiembre de 1888-Ciudad de México, 8 de octubre de 1982) fue un militar revolucionario y político mexicano, hermano del prócer de la Revolución mexicana Francisco I. Madero y del empresario y político Gustavo A. Madero. 
Tras la muerte del presidente Madero, Raúl se incorporó a las fuerzas del general Francisco Villa, con quien participó durante casi todo el resto de la etapa revolucionaria. Fue gobernador de Nuevo León durante esta etapa, y en los años posteriores fue gobernador de Coahuila.

## Movimiento revolucionario
A pesar de su magnífica posición económica, en 1910 se unió al movimiento revolucionario en San Antonio, Texas, que encabezaba su hermano Francisco I. Madero, actuando como uno de sus colaboradores más cercanos. En la lucha armada ocupó el cargo de secretario tesorero y para el 9 de febrero de 1911 se le otorgó el grado de mayor. Combatió con el grado de capitán en la Batalla de Casas Grandes a mediados de abril de 1911. Acompañando a Peppino Garibaldi, y al frente de una columna de 800 hombres, derrotó en Bauche al teniente coronel Pueblita. Participó en la Toma de Ciudad Juárez en mayo de 1911. 
Una vez que Francisco I. Madero ocupó la presidencia del país, Raúl desempeñó diversas comisiones militares; participó con Francisco Villa en la lucha contra la escisión de Pascual Orozco, integrando con 300 hombres el grupo Carabineros de Nuevo León para combatir la rebelión orozquista. Con el grado de teniente coronel, formó parte de la brigada que mandó su hermano Emilio Madero, brigadier adscrito a la División del Norte, la cual fue enviada contra los orozquistas al mando del general Victoriano Huerta. 
Estuvo presente en los combates de Tlahualilo (9 de mayo) y Conejos (12 de mayo), en Durango y los de Rellano, La Cruz y Bachimba, en Chihuahua tuvo a su mando a 10 mil hombres armados. Junto con Guillermo Rubio Navarrete, Madero obtuvo de su hermano el presidente el indulto para Villa, pues Victoriano Huerta lo había mandado fusilar por supuesta insubordinación. 
Después del asesinato de su hermano, el presidente Francisco I. Madero, en 1913, Raúl Madero se incorporó al movimiento constitucionalista encabezado por Venustiano Carranza en San Pedro de las Colonias, a la brigada Zaragoza, comandada por el coronel Eugenio Aguirre Benavides. Participó en la batalla de Tierra Blanca siendo ascendido a coronel por méritos en campaña. Junto a Carranza estaban también Felipe Ángeles y Francisco Villa, quienes peleaban contra Luis Medina Barrón y Benjamín Argumedo.   
Tomó Ojinaga el 10 de enero de 1914. Combatió en la batalla y toma de Torreón del 27 de marzo al 2 de abril del año citado; en Paredón el 17 de mayo, y en el ataque y toma de Zacatecas el 23 de junio de 1914, destruyendo al Ejército Federal. En la Convención de Aguascalientes formó parte de la comisión de Gobernación y votó en contra de Venustiano Carranza. Al presentarse la escisión revolucionaria permaneció al lado de Francisco Villa incorporado a las fuerzas del general Felipe Ángeles, combatiendo a los carrancistas Antonio I. Villarreal y Luis Gutiérrez en Ramos Arizpe.
En 1915 fue gobernador interino de Coahuila, y de Nuevo León de febrero a mayo del mismo año. Cuando las fuerzas villistas se apoderaron de la ciudad de Monterrey en 1915, el propio Villa designó a Raúl Madero para gobernar Nuevo León

### En el gobierno de Nuevo León
Aunque su desempeño en la gubernatura fue breve, pues estuvo en el poder sólo del 15 de febrero al 29 de mayo de 1915, se caracterizó por una intensa actividad política, económica y militar. Tras asumir el mando de la entidad, Raúl Madero llamó de inmediato a un plebiscito para designar presidente municipal de Monterrey.
Dos candidatos se presentaron en aquellas elecciones: José F. Sepúlveda, que contaba con las simpatías de los villistas, y José Videgaray; este, con mayor arraigo en la población y con las promesas de que no faltaría maíz ni frijol, fue elegido por mayoría de votos.
El nuevo Ayuntamiento presentó al gobernador Raúl Madero un acta donde hacía constar que su actuación estaría exclusivamente al servicio de la ciudad y que no tendría relaciones con las fuerzas armadas, cualquiera que fuera su bandera.
Correspondió al gobernador Madero concretar lo que Villa hizo en otras entidades; es decir, reunió a las clases pudientes y les exigió su cooperación en efectivo para sostener el movimiento armado y la lucha por el pueblo. Aunque en realidad, sólo logró reunir parte de lo que Villa exigía.
El general Villa, que se había apersonado en Monterrey, decidió abandonar la ciudad el 24 de marzo de 1915, llevándose consigo importantes contingentes de las fuerzas que ahí se encontraban. Tras la marcha de Villa, los carrancistas se dirigieron a Monterrey para recuperar la plaza.
Ante las circunstancias, Raúl Madero estableció su gobierno en la Hacienda del Anhelo, Coahuila, donde permaneció y combatió en forma constante hasta fines de agosto, en que se trasladó a los Estados Unidos. De todos modos, desde el 22 de mayo de 1915, los carrancistas ya habían designado gobernador de Nuevo León al general Ildefonso V. Vázquez.

## Actividades posteriores
En los años finales del movimiento revolucionario, Madero rompió con Villa radicándose en Nueva York estableciendo oficinas comerciales. Regresó a México en 1919, y trabajó como agricultor en la región de La Laguna. Declinó la candidatura a Presidente del país en 1924 dando su apoyo a Ángel Flores, y en 1929 secundó la rebelión escobarista, y cuando éste fracasó, volvió a dedicarse a las actividades privadas.
En 1921, Madero contrajo matrimonio con su prima Dora González Sada (1898-1964), con quien procreó 11 hijos, siendo uno de ellos Francisco José Madero González, que fue gobernador de Coahuila en 1981.
En 1930 fue gerente del distrito de riego de Palestina, en San Carlos, Coahuila y a él se le atribuye la construcción de canales y obras de mejoramiento. Trabajó en la Comisión Nacional Agraria, y fue gerente general de Agricultura en Nuevo León, y en 1939, por acuerdo del general Lázaro Cárdenas, regresó al Ejército con el grado de general de brigada. Participó en la campaña presidencial del general Manuel Ávila Camacho, quien nombró a Madero Director de Fomento Minero de la Secretaría de Economía. En 1961 se retiró con el grado de general de división, y fue presidente del consejo de Administración del Banco Nacional de la Armada y la Marina, fue miembro del Consejo de la Legión de Honor Mexicana. En 1957 fue elegido Gobernador Constitucional de Coahuila para el período 1957 – 1963. 

### Período de gobierno 1957-1963
Durante su gobierno, se construyeron las colonias para trabajadores Ruiz Cortines y Ejército Constitucionalista, así como la hoy ciudad deportiva en Saltillo. En 1961 se construyeron los edificios del centro de salud y el de maternidad. Se introdujo el modo automático en telefonía, y en el último año de su gestión, comenzó a instalarse la red de tuberías de distribución de gas natural. Creó la Escuela de Trabajo Social y dotó a la Escuela de Ciencias Químicas de un nuevo pabellón.

## Últimos años
Escribió junto con Francisco L. Urquizo el libro Plan de Guadalupe, editado por el gobierno del estado de Coahuila, y en 1982 recibió la Medalla Belisario Domínguez, otorgada por el Senado de la República. Raúl Madero falleció en el Hospital Central Militar de la  Ciudad de México el 8 de octubre de 1982 a las 15:20 h, a la edad de 94 años, a consecuencia de una insuficiencia respiratoria. A su funeral asistió el presidente José López Portillo. Sus restos fueron cremados y sepultados en su natal Parras.